# Mahamat Garfa
Mahamat Garfa, né vers 1952 à Faréh (sous-préfecture de Guéréda), est un officier tchadien, chef d'état-major de l'armée nationale tchadienne au début des années 1990, puis ministre des Mines de mai à septembre 1994

## Biographie
Mahamat Garfa nait vers 1952 à 1952 à Faréh (sous-préfecture de Guéréda. Il est un membre de l'ethnie Tama. Son petit frère est sultan de Dar Tama. En septembre 1994, il se détache du président Idriss Déby et entre dans l'opposition ; il fonde en novembre 1995 l'Alliance nationale de la résistance (ANR), qui mène des attaques contre le territoire tchadien à partir du Darfour soudanais. Le 8 janvier 2003, à Libreville, il signe un accord de paix avec le gouvernement, qui est dénoncé par les officiers de l'ANR restés au Tchad.